# Gephyrochromis
Gephyrochromis (gr.: „gephyra“ = Brücke + „chromis“ = alte Bez. für. Buntbarsche (Syn.: Christyella Trewavas, 1935)) ist eine Buntbarsch-Gattung, die endemisch im ostafrikanischen Malawisee vorkommt. 

## Merkmale
Gephyrochromis-Arten werden etwa 12 bis 13 cm lang und besitzen die typische Gestalt eines Mbuna, mit einem gestreckten, seitlich ein wenig abgeflachten Körper. Männchen sind blau und gelb gefärbt, Weibchen silbriggrau bis bräunlich. Charakteristisch für die Gattung ist die spezielle Bezahnung, die aus sehr nah beieinander stehenden, langstieligen, konischen und dünnen Zähnen besteht. Die Zähne sind in beiden Kiefern gleich lang, stehen im Oberkiefer aber nach innen und im Unterkiefer nach außen gerichtet.

## Lebensweise
Gephyrochromis-Arten leben in der Übergangszone zwischen Felsküste und Sandküste und ernähren sich von kleinen Wirbellosen. Wie fast alle Buntbarsche des Malawisees sind sie Maulbrüter.

## Arten
Es gibt zwei beschriebene und noch einige unbeschriebene Arten:
- Gephyrochromis lawsi Fryer, 1957
- Gephyrochromis moorii Boulenger, 1901 (Typusart)
- Gephyrochromis „Yellow“
- Gephyrochromis „Zebroides“